# Szepsi
Szepsi (ros. Шепси) – osiedle typu miejskiego w Rosji, w Kraju Krasnodarskim, u ujścia rzeki Szepsi do Morza Czarnego.
Według danych z 2002 miejscowość zamieszkują głównie Rosjanie (67,7%) i Ormianie (24,7%). Adygejczycy stanowią 0,6% ludności.